# Catocala alabamae
Catocala alabamae är en fjärilsart som beskrevs av Augustus Radcliffe Grote 1875. Catocala alabamae ingår i släktet Catocala och familjen nattflyn. Inga underarter finns listade i Catalogue of Life.

## Bildgalleri

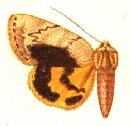
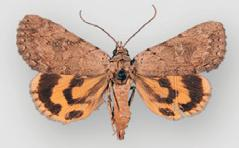